# 시안 체이핀
시안 체이핀(영어: Ceán Chaffin, 1957년 ~ )은 미국의 영화 제작자로, 영화 감독 데이비드 핀처의 아내이다. 주로 남편의 작품에 프로듀서로 참여했다.

## 제작 작품 목록
- 더 게임(1997)
- 파이트 클럽(1999)
- 패닉 룸(2002)
- 조디악(2007)
- 벤자민 버튼의 시간은 거꾸로 간다(2008)
- 소셜 네트워크(2010)
- 밀레니엄: 여자를 증오한 남자들(2011)
- 나를 찾아줘(2014)
- 맹크(2020)